# Love's Whirlpool
Love's Whirlpool er en amerikansk stumfilm fra 1924 af Bruce M. Mitchell.

## Medvirkende
- James Kirkwood som Jim Reagan
- Lila Lee som Molly
- Robert Agnew som Larry
- Matthew Betz som Pinky Sellers
- Edward Martindel som Richard Milton
- Margaret Livingston
- Madge Bellamy som Nadine Milton
- Clarence Geldart
- Joseph Mills